# Les Trois Cousins
Pour plus de détails, voir Fiche technique et Distribution.
Les Trois Cousins est un film français réalisé par René Vautier, avec Mohamed Zinet, sorti en 1970.

## Synopsis
Fiction tragique sur les conditions de vie de trois cousins algériens à la recherche d’un travail en France. Logés dans un étroit réduit, le poêle à charbon provoque leur asphyxie. La face cachée de l’immigration.

## Fiche technique
- Titre : Les Trois Cousins
- Réalisation : René Vautier
- Scénario : René Vautier
- Photographie : Bruno Muel et Robert Lézian
- Son : Antoine Bonfanti et Michel Desrois
- Montage : Éric Faucherre et Nedjma Scialom
- Musique : Michel Portal
- Pays :  France
- Durée : 35 minutes
- Date de sortie : 1970 (présentation au festival de Cannes)

## Distribution
- Mohamed Zinet
- Hamid Djellouli
- Farouk Derdour

## Sélection
- Festival de Cannes 1970 (Quinzaine des réalisateurs)[1]